# تسروواتس (کراگویواتس)
تسروواتس (به صربی: Cerovac) یک روستا در صربستان است که در Aerodrom واقع شده‌است. تسروواتس ۹۰۴ نفر جمعیت دارد.